# レミー・オンガラ
レミー・オンガラ（Remmy Ongala、1947年 - 2010年12月13日）は、タンザニアの歌手、ギタリスト。コンゴ民主共和国キンドゥ出身。
父親も歌手であり、自身も16歳から歌手の道を進んだ。1978年よりタンザニアのダルエスサラームへと移り、オーケストラ・マカシーやオーケストレ・スーパー・マティミラなどのグループで活動した。
コンゴのダンス音楽スークースのリズムに合わせてスワヒリ語の歌を歌い、尊敬をこめ『ドクター』と呼ばれた。